# Gustav von Scheele
Gustav Angelo von Scheele (* 27. Oktober 1844 in Münster; † 6. April 1925) war ein deutscher Verwaltungsbeamter.

## Leben
Gustav von Scheele studierte an der Friedrichs-Universität Halle Rechtswissenschaft. 1865 wurde er Mitglied des Corps Marchia Halle. Nach Abschluss des Studiums trat er in den preußischen Staatsdienst ein. 1880 wurde er Landrat des Kreises Schildberg. Mit der Schaffung des neuen Kreises Kempen in Posen wurde er 1887 dessen Landrat. Das Amt hatte er bis 1910 inne. Zudem war er von 1901 bis 1903 Landrat des Kreises Ostrowo.

## Auszeichnungen
- Charakter als Geheimer Regierungsrat (1899)[4]